# Symplocos menglianensis
Symplocos menglianensis är en tvåhjärtbladig växtart som beskrevs av Y. Y. Qian. Symplocos menglianensis ingår i släktet Symplocos och familjen Symplocaceae. Inga underarter finns listade i Catalogue of Life.